# IC 1341
IC 1341 — галактика типу S0 (спіральна галактика) у сузір'ї Водолій.
Цей об'єкт міститься в оригінальній редакції індексного каталогу.